# Jack E. Cox
Jack E. Cox (Londra, 26 luglio 1896 – Surrey, 29 luglio 1960) è stato un direttore della fotografia britannico.
Ha collaborato con il regista Alfred Hitchcock dalla metà degli anni venti alla metà dei trenta con ben dodici film.
Accreditato anche con i seguenti nomi: J. J. Cox, Jack Cox, John J. Cox e John Cox.

## Filmografia parziale
- Vinci per me! (The Ring), regia di Alfred Hitchcock (1927)
- La moglie del fattore (The Farmer's Wife), regia di Alfred Hitchcock (1928)
- Tabarin di lusso (Champagne), regia di Alfred Hitchcock (1928)
- L'isola del peccato (The Manxman), regia di Alfred Hitchcock (1929)
- Ricatto (Blackmail), regia di Alfred Hitchcock (1929)
- Giunone e il pavone (Juno and the Paycock), regia di Alfred Hitchcock (1930)
- Amateur Night in London, regia di Monty Banks - cortometraggio (1930)
- Omicidio! (Murder!), regia di Alfred Hitchcock (1930)
- Mary (Mary), regia di Alfred Hitchcock (1931)
- Fiamma d'amore (The Skin Game), regia di Alfred Hitchcock (1931)
- Ricco e strano (Rich and Strange), regia di Alfred Hitchcock (1932)
- Numero diciassette (Number Seventeen), regia di Alfred Hitchcock (1932)
- The Man Who Changed His Mind, regia di Robert Stevenson (1936)
- La parata dell'allegria (Okay for Sound), regia di Marcel Varnel (1937)
- La signora scompare (The Lady Vanishes), regia di Alfred Hitchcock (1938)
- La tigre del mare (We Dive at Dawn), regia di Anthony Asquith (1943)
- La bella avventuriera (The Wicked Lady), regia di Leslie Arliss (1945)
- Atterraggio forzato (Broken Journey), regia di Ken Annakin e Michael C. Chorlton (1948)
- Alias John Preston, regia di David MacDonald (1955)